# Потівіруси
Потівіруси (Potyviridae) — РНК-вмісні віруси рослин.

## Морфологія віріонів

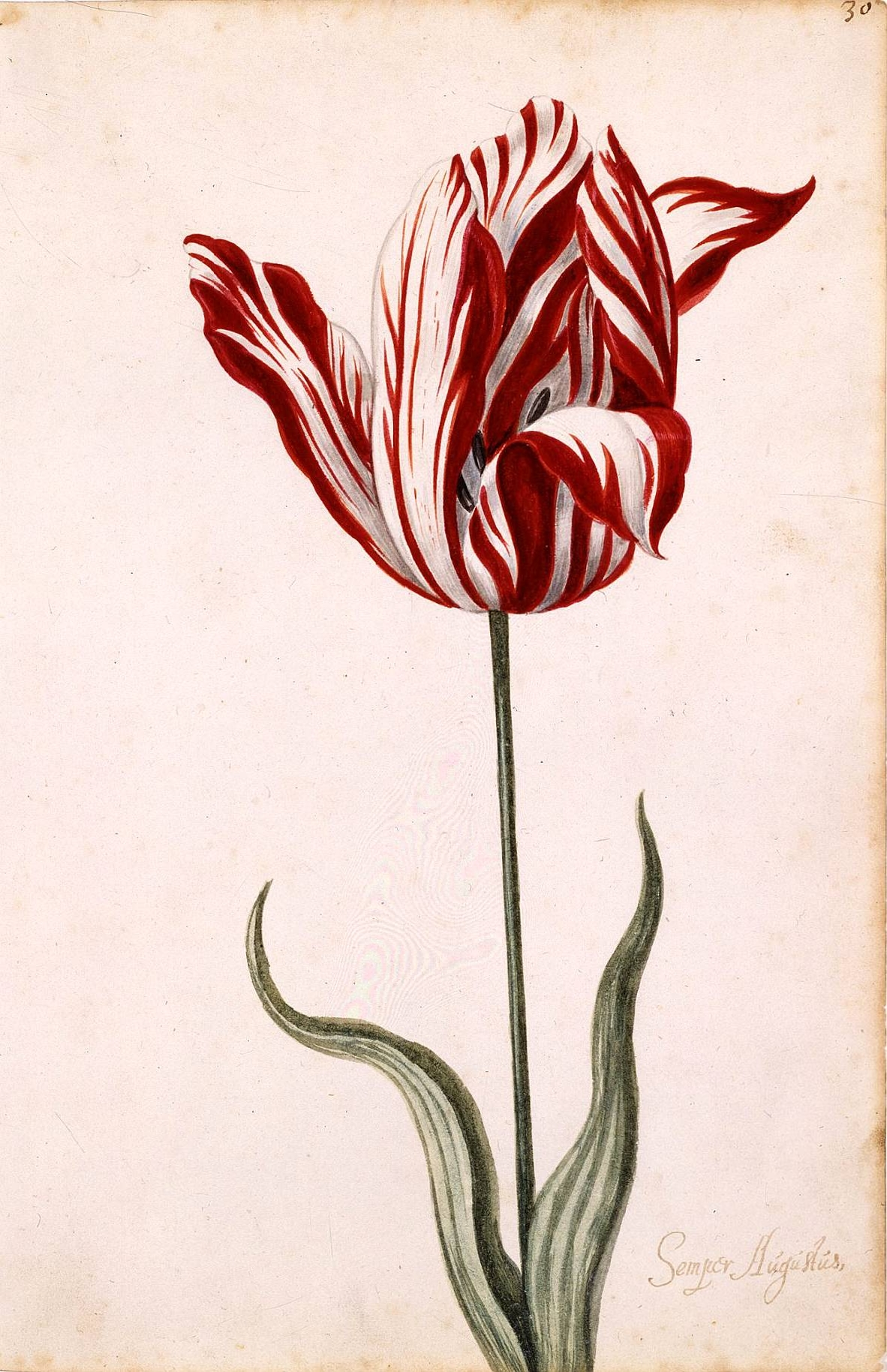
Semper Augustus, тюльпан уражений вірусом. Малюнок 17 ст

Віріони мають форму звивистої нитки довжиною 680–900 нм, діаметр 12-15 нм. Трансляційно-ротаційна (спіральна) симетрія, крок спіралі 3,4 нм. Зовнішня ліпідна оболонка відсутня.

## Фізико— хімічні та фізичні властивості
Плавуча густина віріону CsCl = 1.31 г/см³. Коефіцієнт седиментації S = 137-160S.

## Геном
Геном становить 5% маси віріону. Тип нуклеїнової кислоти: одноланцюгова, лінійна, сенс(+) РНК. Довжина геному 8500-10000 нуклеотидів. Розмір геному 9.3-10.8 kb. До 5’-кінця ковалентно приєднаний білок VPg, а 3’-кінець поліаденільований (20-160 аденозинових залишків). Одна ORF, кодує суцільний поліпротеїн, що потім розрізається протеазою.

## Склад віріону
Білки становлять 95% від маси віріону. З геномної (+)РНК транслюється поліпротеїн, який розрізається вірусними протеазами на 10 функціональних білків (у порядку з N- до C-кінця поліпротеїну):
- Р1-pro (Р1 proteinase), протеїназна активність.
- HC- pro (Helper component proteinase), має протеїназну активність, бере участь у кріпленні віріона до стилету тлі.
- Білок Р3.
- 6K1 (6 kDa protein 1), необхідний для реплікації.
- СІ (Cytoplasmic inclusion protein, 70 kDa), АТФазна та геліказна активність.
- 6K2 (6 kDa), необхідний для реплікації.
- VPg (Viral genome-linked protein, 24 kDa), ковалентно зв'язується з 5’-кінцем геномної РНК.
- NIa (Nuclear inclusion protein A, 49 kDa), має РНК-звязуючу і протеолітичну активності.
- NIb (Nuclear inclusion protein B) є РНК-залежною РНК-полімеразою.
- СР, капсидний білок (28-47 kDa), також бере участь у транспорті вірусу з клітини в клітину, при передачі попелицями.

Ліпіди і вуглеводи не виявлені.

## Антигенні властивості
Антигенною детермінантою є епітоп капсидного білка (СР), за рахунок чого може виявлятись за допомогою ІФА.

## Біологічні властивості
Віруси викликають утворення цитоплазматичних білкових включень у вигляді циліндричних тілець. В основному ці включення формуються білком СІ, інколи агрегацією білка HC- pro; можливі включення у ядрі, що формуються комплексом білків NIa та NIb.
Представники Potyviridae уражують види більш ніж 30 родин рослин, серед яких багато цінних овочевих та плодових культур.
Шляхи передачі: тлею (неперсистентно), кліщами, грибками.
Викликає строкатість квіток тюльпанів.